# Ferdinando Cavriani (1625-1695)

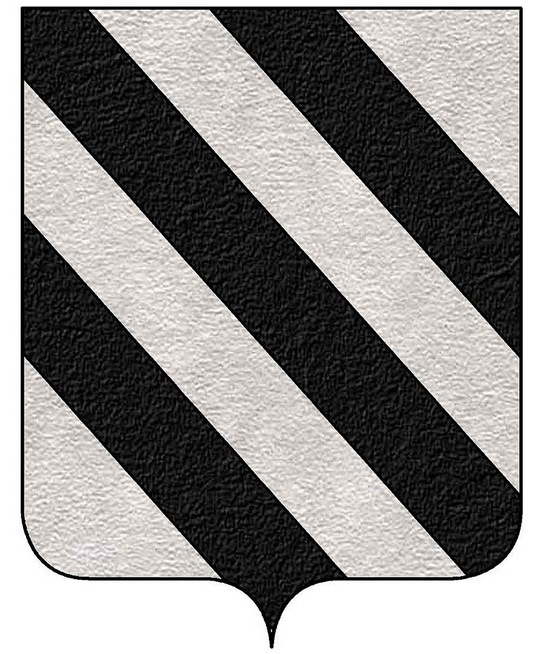
Stemma Cavriani

Ferdinando Cavriani (Mantova, 1625 – Mantova, 28 gennaio 1695) è stato un militare italiano.

## Biografia
Era figlio di Francesco Cavriani, signore di Sacchetta.
Fu primo ministro e consigliere del duca di Mantova Carlo II di Gonzaga-Nevers. Nel 1644 ebbe il grado di colonnello e militò in Germania, ricevendo un diploma dall'imperatore Ferdinando III d'Asburgo. Fu cameriere dell'arciduca Leopoldo, zio dell'imperatore. Ricoprì la carica di governatore del Monferrato fino al 22 giugno 1655.

## Discendenza
Sposò Vittoria Montefiori ed ebbero quattro figli:
- Corradino (?-1687), religioso
- Massimiliano (?-1694), consigliere del duca di Mantova Ferdinando Carlo di Gonzaga-Nevers
- Ottavio (1655-1726), Cavaliere dell'Ordine del Toson d'oro e Cavaliere dell'Ordine del Redentore
- Aurelia